# 曹県
曹県（そう-けん）は中華人民共和国山東省の菏沢市に位置する県。
曹県は山東省の南西部で河南省に隣接する、中国手工編み、木工加工芸術品製造名郷、中国アスパラガスの郷、中国泡桐加工の郷、中国食品工業百強県、中国平原緑植先進県、中国首批規模化クローン牛実験基地として知られる。

## 行政区画
- 街道:曹城街道、磐石街道、青菏街道、鄭荘街道、倪集街道
- 鎮:荘寨鎮、普連集鎮、青固集鎮、韓集鎮、磚廟鎮、古営集鎮、魏湾鎮、蘇集鎮、孫老家鎮、閻店楼鎮、梁堤頭鎮、安才楼鎮、邵荘鎮、王集鎮、青崗集鎮、常楽集鎮、大集鎮、仵楼鎮、楼荘鎮、朱洪廟鎮
- 民族鎮:侯集回族鎮